# 参議院不要論
参議院不要論（さんぎいんふようろん）とは、日本の国会において参議院（上院）は不要であるため廃止をし、一院制にしようという主張。参議院無用論ともいう。各国の両院制批判の現状についても本項で解説する。

## 主張
不要論は大きく分けて、一般的な両院制への批判と日本独特の理由との2種類がある。
一般的な両院制への批判としては次のような主張がある。
- アメリカなどのような連邦国家では、連邦を構成している州・国の利害の調整の場として単なる人口比率にかかわらず各州・国が代表を送り出せる場としての上院が必要になるが、日本は連邦国家ではない。
- 北欧を中心として、国連加盟国の過半数は一院制を採用している。
- フランスの政治家エマニュエル＝ジョゼフ・シエイエスが主張した「第二院は第一院と同じ意思決定をするのなら無駄である。また、異なる意思決定をするなら有害である」という伝統的な不要論がある[1][2]。ただし、シェイエスらがフランス革命期に作った一院制の議会である国民公会は暴走を起こし、政敵である少数派を次々に死刑にする恐怖政治を引き起こしている。恐怖政治はテルミドールのクーデターにより終結させられ、一院制の国民公会はわずか3年でなくなり、その後できた共和暦3年憲法では、恐怖政治への反省から、二院制の議会が作られている。また、シェイエスのこの批判は貴族院のような特権的第二院に対するものであり、参議院など直接公選の第二院に対する批判としては妥当ではないとする主張もある[3]。

日本独特の理由としては次のような主張がある。
- 参議院の「衆議院のカーボンコピー」化（#衆議院の「カーボンコピー化」を参照）。
- 現在の都道府県地方区を一選挙区とした上での定数配分自体が各都道府県の人口を適切に反映できない（一票の格差問題）。

### 衆議院の「カーボンコピー」化
参議院の「衆議院化」によって、元来参議院に期待されていた「良識の府」としての機能が、十分に果たされなくなっているとする批判がある。これは「衆議院のカーボンコピー」化と言われる。
明治憲法における日本の二院制は非公選の貴族院と公選の衆議院とを対置するものであった。戦後に公選の参議院になった際にも、被選挙権が30歳以上と定められ、全国区制を採用するなど、できるだけ有識で党派に属さない議員が増えるような努力がなされ、政府や衆議院に対して是々非々で臨み党議拘束の弱い存在であることが期待される。国会当初は参議院は衆議院とは異なる政党構成を有し、4割強の議席を無所属議員が占めていた。中でも最大会派であった緑風会はその思想を体現し、独自性を発揮したとされる。しかし、緑風会の衰退とともに参議院は次第に「政党化」し、衆議院と同じような党派対決の場へと変貌した。まとまった行動を取るために政党化それ自体はやむを得ないが、衆議院の政党の党議拘束を受け入れると独自性を失い「カーボンコピー」と化す。
また、参議院の設立当初には、異なる選挙方法で選ぶことが望ましいという趣旨から、衆議院の中選挙区制と差別化するために参議院は全国区と地方区に分けた選挙制度を取った。しかし、全国区制は後に党派依存の要素が強い比例代表制へと変えられた。現在では衆議院も参議院も「選挙区+比例区」の構成となっており、このような中で、衆議院と変わらない参議院に存在意義を見い出せない、とする。
（国民の代表となる下院よりも権限が弱く、その有識者による議員立法や、下院をチェックし法案の修正案を提示することなどに特化して、存在意義を示している場合が多い。また、下院のような政党対政党の対決をよしとせず、政党化しないで中立な視点から有識者による審議を目指す傾向にある。）

## 憲法施行時における暫定的一院制の想定
日本国憲法第101条では憲法施行の際、参議院が未成立の時は衆議院単独で国会とすることを規定している。そのため、1947年5月3日に参議院が成立していなかった場合、衆議院の一院のみで立法府とし、暫定的に一院制を想定していた。現実には1947年4月20日に参議院選挙が行われ、憲法施行時に参議院が成立していたため、暫定的一院制は行われなかった。
日本国憲法施行時に憲法に規定されている機構が存在しなかった例としては、憲法施行から3ヶ月後の1947年8月4日に発足した最高裁判所がある。ただし、最高裁が存在しない期間について憲法に特別の規定はない。

## その他
- 2013年に参議院憲法審査会で二院制の存在意義についての議論があり、加藤一彦、加藤秀治郎が参考人として意見を述べた[14]。
- 近年では、「決められない政治」の打開策として、参議院廃止が唱えられるようになった。大阪維新の会・幸福実現党のように、参議院廃止を国政選挙の公約として掲げる[15]政党も現れた。
- 日本国憲法では、第42条から第44条、第46条から第51条、第53条、第54条の第2項・第3項、第55条から第64条、第67条において、参議院や両院制に関する文言が存在するため、一院制にするためには憲法改正をする必要がある。
- 参議院不要に対し、参議院が不要なのではなく、参議院の衆議院化こそが問題なのであり、参議院改革によって存在意義を取り戻せるという考え方がある（参議院改革論）。
- 若狭勝は、一院制の導入で国会議員の数を200人以上削減し、衆参両院の事務局の統合で国会運営費を削減できるほか、審議時間の短縮により「（法案などの）議決がスピーディーになる」と主張した[16]。

## 各国の状況

### イギリス
普通選挙によらず世襲による構成を続けている貴族院は民主化が進むにつれ、国民からの批判にさらされてきたが、そうした要望にこたえ、1911年のパーラメント・アクトに代表される貴族院改革がなされてきた。その一方で1977年労働党大会をはじめ貴族院廃止論があったが、現実的な政治課題とはならなかった。

### フランス
1791年憲法以降、一院制と二院制とが繰り返されてきたが、1853年の第三共和国憲法以来現在に至るまで二院制が採用されてきた。その間、第五共和国憲法制定および1969年に、一院制の是非について国民投票が行われたが、いずれも否決されている。なお、フランスの二院制は国民議会と間接選挙によって選出される元老院で構成される。